# Улица Стадиона (Рига)
Улица Стадиона (латыш. Stadiona iela) — короткая улица в Латгальском предместье города Риги, в Гризинькалнсе.
Соединяет улицу Пернавас и Аугшиелу. С прочими улицами не пересекается.
Впервые показана на плане города в 1885 году под названием «улица Лукинская» (Lukas iela); первоначально продолжалась по территории нынешнего стадиона до железнодорожной линии. С 1923 года официальное название улицы указывается как Lūkasa iela (улица Лукаса), а своё нынешнее название — улица Стадиона — получила в 1961 году, в честь открытого в 1958 году стадиона «Даугава».
Общая длина улицы составляет 130 метров. На всём протяжении имеет асфальтовое покрытие. Общественный транспорт по улице не курсирует.